# LB IV Life
LB IV Life è il terzo album in studio del gruppo hip hop statunitense Lost Boyz, pubblicato nel 1999.

## Tracce
1. Freaky Tah Intro
2. Let's Roll Dice
3. We Got That Hot Shit
4. Ghetto Jiggy
5. Interlude
6. Take a Hike (One)
7. 5 A.M.
8. Risin' to the Top (No Stoppin' Us)
9. Only Live Once
10. Cheese
11. Radio Interlude
12. Plug Me In
13. New York City War Call
14. Can't Hold Us Down
15. Colabo
16. Ghetto Lifestyle
17. LB Fam 4 Life
18. Freaky Tah Outro